# Избишта
Избишта (мкд. Избишта) су насеље у Северној Македонији, у јужном делу државе. Избишта припадају општини Ресан.

## Географија
Насеље Избишта је смештено у југозападном делу Северне Македоније. Од најближег већег града, Битоља, насеље је удаљено 38 km западно, а од општинског средишта 6 km северно.
Избишта се налазе у области Горње Преспе, области око западне и северне обале Преспанског језера. Насеље је смештено на северном ободу пријезерског поља. Западно од насеља се издиже планина Галичица, а источно планина Бигла. Кроз насеље протиче Голема река. Надморска висина насеља је приближно 930 метара.
Клима у насељу је планинска због знатне надморске висине.

## Становништво
Избишта су према последњем попису из 2002. године имала 176 становника. 
Претежно становништво у насељу су етнички Македонци (99%), а остало су Срби.
Већинска вероисповест је православље.